# كيكرز أوفنباخ
كيكرز أوفنباخ أو أوفنباخر كيكرز هو نادي كرة قدم ألماني يقع في مدينة أوفنباخ أم ماين بولاية هيسن. تأسس النادي في 27 مايو 1901، ويلعب حالياً في دوري الدرجة الرابعة الجنوبي المعروف بـ«ريغيوناليغا».

## الإنجازات
- الدوري الألماني

الوصيف (2): 1950، 1959
- كأس ألمانيا

البطل (1): 1970
- كأس هيسن

البطل (11): 1949، 1993، 2002، 2003، 2004، 2005، 2009، 2010، 2012، 2014، 2016
الوصيف (1): 1950

## وصلات خارجية
- الموقع الرسمي (بالألمانية)